# Немчич, Антон
Антун (Антон, Антоний) Немчич ( литературный псевдоним - Гостовинский) (хорв. Antun Nemčić; 14 января 1813,  Эдде Австрийская империя ( ныне медье Шомодь, Венгрия) - 5 сентября 1849, Крижевци, сейчас Хорватия) – сербо-хорватский поэт-романтик, лирик, писатель
, патриот.

## Биография
Аристократического происхождения.
Изучал право и философию в университете Загреба. Позже работал в судебной системе.
Как и многие другие писатели того времени, участвовал в иллирийском движении возрождения. Писал под псевдонимом А. Н. Гостовинский. 
Автор лирических стихотворений в духе иллиризма, т. е. единения сербских славян.
В молодости часто посещал Италию (предпочитал Венецию); эти путешествия стали источником тем для его сочинений. В 1845 г. издал описание своего путешествия по южной Австрии и Северной Италии ("Putositnice"). Живость и картинность описаний, простой, легкий слог и патриотизм автора сделали эту книгу весьма популярной. Кроме того, издал биографию своего друга поэта Т. Блажка (1848), описание путешествия по Сербии ("Newen", 1854), комедию "Kwas bez kruga, ili tko će biti weliki Sudac" и др. Стихотворения его, по большей части субъективного характера, изданы в 1851 г., с его биографией.

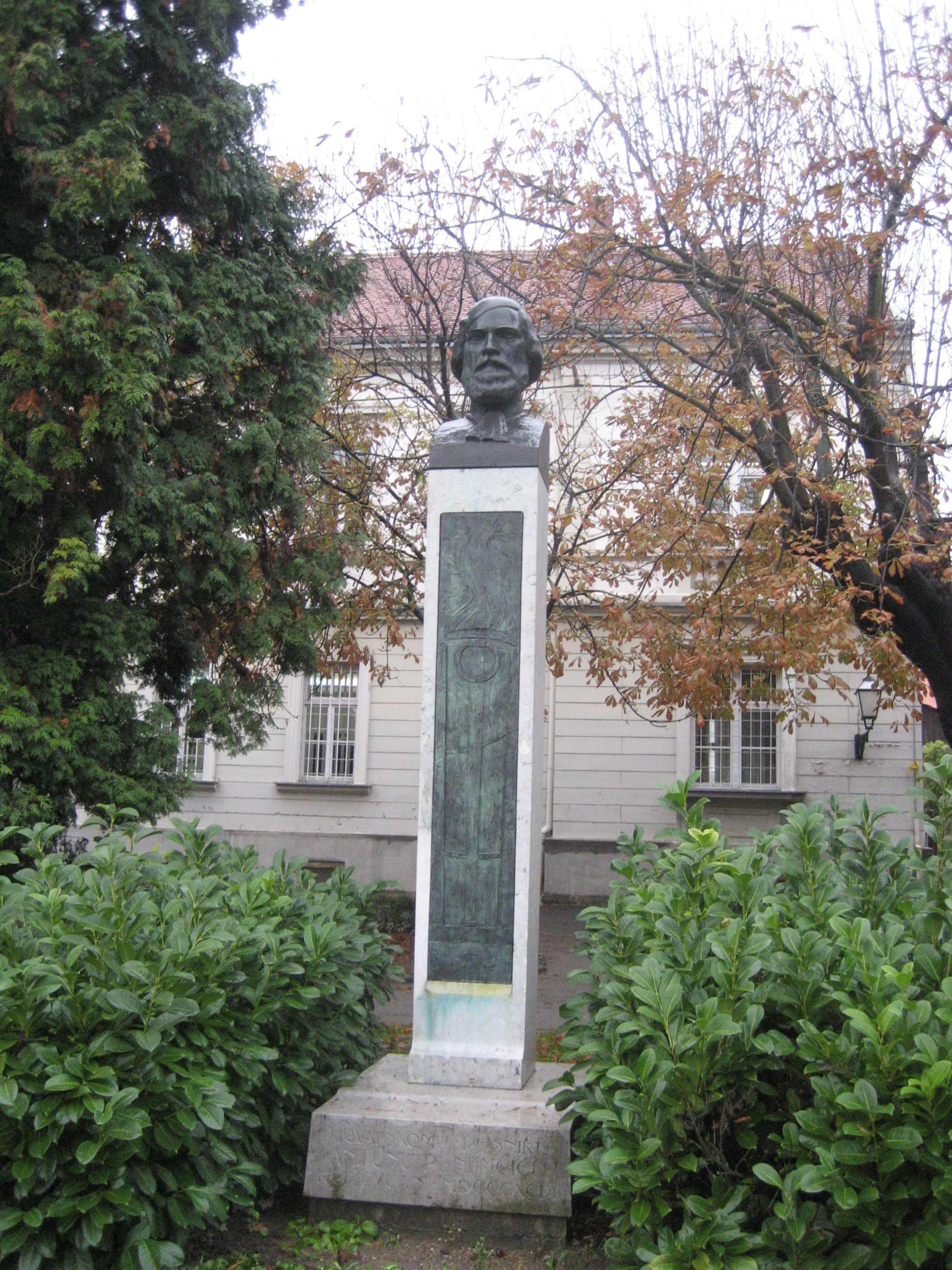
Памятник А.Немчичу на родине

Кроме того, автор ряда других произведений, таких как комедия «Квас без круха» или «Тко е бити веľи судак» , где он пытался показать публике, как местные политики спорят за кулисами. 
Умер от холеры в возрасте тридцати семи лет.